# Aegomorphus travassosi
Aegomorphus travassosi es una especie de escarabajo longicornio del género Aegomorphus, tribu Acanthoderini, subfamilia Lamiinae. Fue descrita científicamente por Monné & Magno en 1992.

## Descripción
Mide 18,6-20,8 milímetros de longitud.

## Distribución
Se distribuye por Brasil y Guayana Francesa.